# George Murray (Brits militair)
Generaal George Murray G.C.B. G.C.H. F.R.S. (Ochtertyre, 6 februari 1772 – Londen, 28 juli 1846) was een Brits militair en politicus. Hij diende van 1828 tot 1830 als 'Secretary of State for War and the Colonies'.

## Vroege leven
Murray werd in 1772 in Schotland geboren. Hij was de op een na oudste zoon van baronet William Murray en Augusta Mackenzie, dochter van de earl van Cromartie. Murray werd aan de 'Edinburgh High School' en de Universiteit van Edinburgh opgeleid. In maart 1789 werd hij 'ensign' in het 71e Regiment. Hij werd in juni dat jaar naar het 34e Regiment overgeplaatst. In juli het daaropvolgende jaar kocht hij een benoeming in het 3e Regiment Foot Guards.

## Militaire carrière
In 1793-94 diende Murray in de Nederlanden en in 1795-96 in West-Indië. Hij werd op 16 januari 1794 tot kapitein en op 5 augustus 1799 tot luitenant-kolonel bevorderd. Van 1808 tot 1811, en van 1813 tot 1814, ten tijde van de Spaanse Onafhankelijkheidsoorlog, diende Murray als 'quartermaster general', onder meer onder Arthur Wellesley, de latere Duke of Wellington. In 1809 werd hij tot kolonel bevorderd. Tussen 1811 en 1813 was Murray 'quartermaster general' in Ierland. Hij werd op 4 juni 1811 tot brigadegeneraal en op 2 december datzelfde jaar tot majoor-generaal bevorderd. Op 27 november 1813 werd Murray in de Orde van het Bad opgenomen.
In 1814 werd Murray gouverneur van de Canadese koloniën. Toen Napoleon Bonaparte van Elba ontsnapte en de Zevende Coalitieoorlog uitbrak, vroeg en kreeg Murray de toelating om naar de Nederlanden terug te keren. Hij miste tot zijn grote spijt de Slag bij Waterloo. Murray werd als stafchef van de bezettingsmacht aangesteld. Die functie oefende hij uit tot 1818. Murray leerde er Lady Louisa Erskine kennen, de echtgenote van luitenant-generaal James Erskine of Torriehouse. Hij zou haar in 1825, na de dood van haar man, huwen. Van 1819 tot 1824 was Murray gouverneur van het 'Royal Military College' in Sandhurst. In 1820 kende de Universiteit van Oxford hem een eredoctoraat toe. In 1823 werd hij tot Fellow of the Royal Society verkozen.
Van 1825 tot 1828 stond Murray aan het hoofd van de Britse troepen op Ierland. Van 1834 tot 1835 en nog eens van 1841 tot 1846 was hij 'Master-General of the Ordnance'. In 1841 werd hij tot generaal bevorderd.

## Politieke carrière
In maart 1824 werd Murray parlementslid. Op 25 mei 1828 kwam Murray aan het hoofd van het 'Colonial Office' te staan. Hij werd toen onder Wellington tot 'Secretary of State for War and the Colonies' (Staatssecretaris van Oorlog en Koloniën) aangeduid, doch nam een veeleer delegerende rol aan. Onder Murray's bestuur werd de kolonie aan de rivier de Swan gesticht, het latere West-Australië. Kapitein James Stirling noemde de hoofdstad Perth en een rivier de Murray te zijner ere. Murray slaagde er niet in de onenigheden tussen de Canadese koloniën en de Britse overheid over de hervormingen van het bestuur van de Canadese koloniën op te lossen en Wellington kwam onder druk te staan om hem te vervangen. Murray verliet de post in november 1830. In 1832 verloor hij ook zijn parlementszetel maar won die twee jaar later terug.
Als 'Master-General of the Ordnance' maakte Murray in 1834-35 deel uit van het kabinet van de Robert Peels regering. Hij verloor zijn parlementszetel terug in 1835 en slaagde er in 1837, 1839 en 1841 niet in de zetel weer te bemachtigen. Hoewel Murray van 1841 tot 1846 terug tot 'Master-General of the Ordnance' benoemd was maakte hij geen deel meer uit van het kabinet.

## Nalatenschap
Murray's militaire carrière staat als een huis, al is het in de schaduw van Wellingtons, maar met zijn politieke passage als staatssecretaris scheerde hij geen hoge toppen. Hij stierf op 28 juli 1846.
De rivier de Murray en 'Mount Murray' in het oosten van Australië en de Murray en het voormalige 'Murray County' in West-Australië zijn naar hem vernoemd. De stad Perth werd naar het district Perthshire, waarvoor Murray in het parlement zetelde, genoemd. In Hong Kong werden het 'Murray House', de 'Murray Building', 'Murray Road' en de voormalige 'Murray Barracks' naar hem vernoemd.
- Australian Dictionary of Biography: murray-sir-george-2494
- Gemeinsame Normdatei: 1168831970
- International Standard Name Identifier: 0000 0000 7117 7031
- Library of Congress Control Number: n88100925
- Nationale bibliotheek van Australië: 36313329
- SNAC: w6571xzw
- Trove: 1245252
- Virtual International Authority File: 26152072
- WorldCat: E39PBJr3qCxCfDKd6XPkmmQDv3